# Zanke

Zanke

Zanke odmienny

Zanke (Zanck, Zancke, Zancken, Zanken) – kaszubski herb szlachecki.

## Opis herbu
Herb znany był przynajmniej w dwóch wariantach. Opisy z wykorzystaniem zasad blazonowania, zaproponowanych przez Alfreda Znamierowskiego:
Zanke (Zanck, Zancke, Zancken, Zanken): Na tarczy dzielonej w słup, w polu prawym, srebrnym, trzy strzały złote, lewoskośnie jedna pod drugą, nad nimi gwiazda złota, pod nimi półksiężyc prawoskośnie z twarzą błękitny; w polu lewym, błękitnym, półksiężyc na opak, z twarzą, srebrny, pod którym dwie gwiazdy złote w słup. Klejnot: nad hełmem bez korony półksiężyc błękitny z twarzą, z gwiazdą złotą na każdym rogu, nad którym strzała złota z upierzeniem błękitnym. Labry: błękitne, podbite srebrem i złotem.
Zanke odmienny (Zanck, Zanken): Na tarczy dzielonej w słup, w polu prawym, srebrnym, trzy strzały złote, lewoskośnie jedna pod drugą, nad nimi gwiazda złota; w polu lewym, błękitnym, półksiężyc na opak, z twarzą, srebrny, pod którym dwie gwiazdy złote w słup. Klejnot: nad hełmem bez korony półksiężyc błękitny z twarzą, z gwiazdą złotą na każdym rogu, nad którym strzała na opak złota z upierzeniem błękitnym. Labry: błękitne, podbite srebrem i złotem.

## Najwcześniejsze wzmianki
Herb po raz pierwszy pojawił się na mapie Pomorza Lubinusa z 1618 (wariant podstawowy). Ponadto wariant podstawowy wymienia też Ledebur (Adelslexikon der preussichen Monarchie von...). Oba warianty wymienia natomiast Nowy Siebmacher.

## Rodzina Zanke
Drobnoszlachecka rodzina z ziemi lęborsko-bytowskiej. Wymieniani w dokumentach lennych wsi Dąbrówka Wielka z lat 1605, 1608, 1618, 1621 (Zanken). Być może rodzina miała wspólne pochodzenie z Fiszami, z racji podobieństwa herbów. W wzmiance z 1658 rodzina została nazwana Jarcken. Ostatni zapis dotyczący Zanków pochodzi z 1671, uważa się, że wygaśli w XVII wieku.

## Herbowni
Zanke (Zanck, Zancke, Zancken, Zanken, Zanten, Janke, błędnie Jarcke, Jaske).